# Liga Conferência Europa da UEFA de 2023–24 – Fase Final
A fase eliminatória da Liga Conferência Europa da UEFA de 2023–24 começou em 15 de fevereiro com os play-offs da fase eliminatória e terminou em 29 de maio de 2024 com a final no Estádio Agia Sophia em Atenas, Grécia, para decidir os campeões da temporada de 2023–24. Um total de 24 equipes competiram na fase eliminatória. 
Os horários são CET / CEST ,  conforme listado pela UEFA (os horários locais, se diferentes, estão entre parênteses).

## Formato
Cada eliminatória da fase eliminatória , exceto a final, será disputada em duas mãos , com cada equipe jogando uma mão em casa. A equipe que marcar mais gols no total nas duas mãos avança para a próxima fase. Se o placar agregado estiver empatado, serão disputados 30 minutos de prorrogação (a regra dos gols fora de casa não se aplica). Se o placar ainda estiver empatado ao final da prorrogação, os vencedores serão decididos na disputa de pênaltis . Na final, que é disputada em partida única, se o placar estiver empatado no final do tempo normal, será disputada prorrogação, seguida de disputa de pênaltis se o placar ainda estiver empatado. 
O mecanismo dos sorteios para cada rodada é o seguinte:
- No sorteio dos play-offs da fase eliminatória, os oito segundos classificados dos grupos foram classificados e os oito terceiros classificados dos grupos da Liga dos Campeões foram eliminados. As equipes classificadas foram sorteadas contra as equipes não classificadas, com as equipes classificadas sediando a segunda mão. Equipes da mesma associação não poderiam ser sorteadas entre si.
- No sorteio das oitavas de final, os oito vencedores dos grupos são classificados e os oito vencedores dos play-offs da fase eliminatória não são classificados. Mais uma vez, as equipas cabeças-de-série são sorteadas contra as equipas não cabeças-de-série, com as equipas cabeças-de-série a receberem a segunda mão. Equipes da mesma associação não podem ser sorteadas entre si.
- Nos sorteios das quartas de final em diante, não há cabeças-de-série e equipes da mesma federação podem se enfrentar. Como os sorteios das quartas de final e das semifinais são realizados juntos antes do jogo das quartas de final, a identidade dos vencedores das quartas de final não será conhecida no momento do sorteio das semifinais. Também será realizado um sorteio para determinar qual vencedor da semifinal será designado como o time da "casa" da final (para fins administrativos, pois será disputada em campo neutro).

## Equipes classificadas
| Grupo | Líderes de grupo (Oitavas de Final) | Vice-líderes de grupo (Play-offs) | 3º lugar dos grupos da Liga Europa (Play-offs) |
| ----- | ----------------------------------- | --------------------------------- | ---------------------------------------------- |
| A     | Lille                               | Slovan Bratislava                 | Olympiacos                                     |
| B     | Maccabi Tel Aviv                    | Gent                              | Ajax                                           |
| C     | Viktoria Plzeň                      | Dínamo Zagreb                     | Betis                                          |
| D     | Brugge                              | Bodø/Glimt                        | Sturm Graz                                     |
| E     | Aston Villa                         | Légia Varsóvia                    | Union Saint-Gilloise                           |
| F     | Fiorentina                          | Ferencváros                       | Maccabi Haifa                                  |
| G     | PAOK                                | Eintracht Frankfurt               | Servette                                       |
| H     | Fenerbahçe                          | Ludogorets Razgrad                | Molde                                          |

## Play-offs
O sorteio dos play-offs da fase eliminatória foi realizado em 18 de dezembro de 2023, às 14h CET. A partida de ida foi disputada em 15 de fevereiro e a partida de volta foi disputada em 21 e 22 de fevereiro de 2024.

| Equipe 1             | Total     | Equipe 2            | 1.º jogo | 2.º jogo |
| -------------------- | --------- | ------------------- | -------- | -------- |
| Sturm Graz           | 5–1       | Slovan Bratislava   | 4–1      | 1–0      |
| Servette             | 1–0       | Ludogorets Razgrad  | 0–0      | 1–0      |
| Union Saint-Gilloise | 4–3       | Eintracht Frankfurt | 2–2      | 2–1      |
| Betis                | 1–2       | Dínamo Zagreb       | 0–1      | 1–1      |
| Olympiacos           | 2–0       | Ferencváros         | 1–0      | 1–0      |
| Ajax                 | 4–3 (pro) | Bodø/Glimt          | 2–2      | 2–1      |
| Molde                | 6–2       | Légia Varsóvia      | 3–2      | 3–0      |
| Maccabi Haifa        | 2–1       | Gent                | 1–0      | 1–1      |

### Partidas
| 15 de fevereiro de 2024 | Sturm Graz                                                        | 4 – 1     | Slovan Bratislava | Liebenauer Stadium, Graz                       |
| 18:45                   | Biereth 4' · Stanković 27' · Kiteishvili 64' (pen) · Camara 90+1' | Relatório | Rodrigues 8'      | Público: 12 817 Árbitro: SWE Mohammed Al-Hakim |

| 22 de fevereiro de 2024 | Slovan Bratislava | 0 – 1     | Sturm Graz  | Tehelné pole, Bratislava   |
| 21:00                   |                   | Relatório | Biereth 52' | Árbitro: ISR Orel Grinfeld |

Sturm Graz venceu por 5–1 no placar agregado.
| 15 de fevereiro de 2024 | Servette | 0 – 0     | Ludogorets Razgrad | Estádio de Genebra, Genebra              |
| 21:00                   |          | Relatório |                    | Público: 13 847 Árbitro: SVK Filip Glova |

| 22 de fevereiro de 2024 | Ludogorets Razgrad | 0 – 1     | Servette  | Huvepharma Arena, Razgrad                  |
| 18:45 (19:45 EET)       |                    | Relatório | Cognat 6' | Público: 6 487 Árbitro: AZE Aliyar Aghayev |

Servette venceu por 1–0 no agregado.
| 15 de fevereiro de 2024 | Union Saint-Gilloise        | 2 – 2     | Eintracht Frankfurt       | Constant Vanden Stock Stadium, Bruxelas  |
| 18:45                   | Rasmussen 31' · Nilsson 68' | Relatório | Chaïbi 3' · Kalajdžić 10' | Público: 9 015 Árbitro: ENG Craig Pawson |

| 22 de fevereiro de 2024 | Eintracht Frankfurt | 1 – 2     | Union Saint-Gilloise     | Deutsche Bank Park, Frankfurt am Main |
| 21:00                   | Ebimbe 67'          | Relatório | Puertas 47' · Ayensa 80' | Árbitro: NOR Espen Eskås              |

Union Saint-Gilloise venceu por 4–3 no placar agregado.
| 15 de fevereiro de 2024 | Betis | 0 – 1     | Dínamo Zagreb      | Estádio Benito Villamarín, Sevilha          |
| 21:00                   |       | Relatório | Petković 75' (pen) | Público: 25 091 Árbitro: UKR Mykola Balakin |

| 22 de fevereiro de 2024 | Dínamo Zagreb | 1 – 1     | Betis       | Estádio Maksimir, Zagreb                  |
| 18:45                   | Kaneko 59'    | Relatório | Bakambu 38' | Público: 18 002 Árbitro: CHE Urs Schnyder |

Dinamo Zagreb venceu por 2–1 no agregado.
| 15 de fevereiro de 2024 | Olympiacos   | 1 – 0     | Ferencváros | Estádio Karaiskakis, Pireu                |
| 18:45 (19:45 EET)       | El Kaabi 83' | Relatório |             | Público: 30 300 Árbitro: SWE Glenn Nyberg |

| 22 de fevereiro de 2024 | Ferencváros | 0 – 1     | Olympiacos         | Groupama Arena, Budapeste   |
| 21:00                   |             | Relatório | El Kaabi 45' (pen) | Árbitro: FRA Clément Turpin |

Olympiacos venceu por 2–0 no placar agregado.
| 15 de fevereiro de 2024 | Ajax                                        | 2 – 2     | FK Bodø/Glimt    | Johan Cruijff Arena, Amesterdão            |
| 21:00                   | van den Boomen 90+1' (pen) · Berghuis 90+7' | Relatório | Grønbæk 16', 63' | Público: 52 267 Árbitro: POR António Nobre |

| 22 de fevereiro de 2024 | FK Bodø/Glimt | 1 – 2 (pro) | Ajax                       | Aspmyra Stadion, Bodø                |
| 18:45                   | Berg 83'      | Relatório   | Berghuis 34' · Taylor 114' | Árbitro: GRE Anastasios Sidiropoulos |

Ajax venceu por 4–3 no agregado.
| 15 de fevereiro de 2024 | Molde                            | 3 – 2     | Légia Varsóvia              | Aker Stadion, Molde                     |
| 18:45                   | Gulbrandsen 12', 19' · Kaasa 24' | Relatório | Josué 63' · Augustyniak 71' | Público: 3 996 Árbitro: ALB Enea Jorgji |

| 22 de fevereiro de 2024 | Légia Varsóvia | 0 – 3     | Molde                            | Estádio Wojska Polskiego, Varsóvia |
| 21:00                   |                | Relatório | Gulbrandsen 2', 67' · Hestad 20' | Árbitro: GER Harm Osmers           |

Molde venceu por 6–2 no placar agregado.
| 15 de fevereiro de 2024 | Maccabi Haifa | 1 – 0     | Gent | Arena Bozsik, Budapeste, Hungria           |
| 21:00                   | Pierrot 65'   | Relatório |      | Público: 1 274 Árbitro: SCO William Collum |

| 21 de fevereiro de 2024 | Gent            | 1 – 1     | Maccabi Haifa | Ghelamco Arena, Gent               |
| 18:00                   | Seck 69' (g.c.) | Relatório | Pierrot 4'    | Público: 60 Árbitro: SLO Matej Jug |

Maccabi Haifa venceu por 2–1 no agregado.

## Oitavas de final
O sorteio das oitavas de final foi realizado em 23 de fevereiro de 2024, às 12h CET. A partida de ida foi disputada em 7 de março e a partida de volta em 14 de março de 2024.
| Equipe 1             | Total       | Equipe 2         | 1.º jogo | 2.º jogo |
| -------------------- | ----------- | ---------------- | -------- | -------- |
| Sturm Graz           | 1–4         | Lille            | 0–3      | 1–1      |
| Olympiacos           | 7–5 (pro)   | Maccabi Tel Aviv | 1–4      | 6–1      |
| Servette             | 0–0 (1–3 p) | Viktoria Plzeň   | 0–0      | 0–0      |
| Molde                | 2–4         | Brugge           | 2–1      | 0–3      |
| Ajax                 | 0–4         | Aston Villa      | 0–0      | 0–4      |
| Maccabi Haifa        | 4–5         | Fiorentina       | 3–4      | 1–1      |
| Dínamo Zagreb        | 3–5         | PAOK             | 2–0      | 1–5      |
| Union Saint-Gilloise | 1–3         | Fenerbahçe       | 0–3      | 1–0      |

### Partidas
| 7 de março de 2024 | Sturm Graz | 0 – 3     | Lille                         | Liebenauer Stadium, Graz                        |
| 18:45              |            | Relatório | David 28', 51' · Zhegrova 71' | Público: 13 825 Árbitro: POL Bartosz Frankowski |

| 14 de março de 2024 | Lille            | 1 – 1     | Sturm Graz    | Stade Pierre-Mauroy, Lille |
| 21:00               | Tiago Santos 43' | Relatório | Biereth 45+1' | Árbitro: SLO Matej Jug     |

| 7 de março de 2024 | Olympiacos   | 1 – 4     | Maccabi Tel Aviv                        | Estádio Karaiskakis, Pireu                |
| 18:45 (19:45 EET)  | El Kaabi 13' | Relatório | Zahavi 4', 30' · Shahar 9' · Peretz 74' | Público: 31 054 Árbitro: ENG Craig Pawson |

| 14 de março de 2024 | Maccabi Tel Aviv | 1 – 6 (pro) | Olympiacos                                                                      | TSC Arena, Bačka Topola, Serbia |
| 21:00               | Zahavi 57' (pen) | Relatório   | Podence 10' · Fortounis 36' · El Kaabi 45+3', 65' · Jovetić 93' · El Arabi 103' | Árbitro: ITA Maurizio Mariani   |

Olympiacos venceu por 7–5 no placar agregado.
| 7 de março de 2024 | Servette | 0 – 0     | Viktoria Plzeň | Estádio de Genebra, Genebra               |
| 21:00              |          | Relatório |                | Público: 15 354 Árbitro: DEN Morten Krogh |

| 14 de março de 2024 | Viktoria Plzeň | 0 – 0     | Servette | Arena Doosan, Plzeň        |
| 18:45               |                | Relatório |          | Árbitro: SCO Willie Collum |

|                     |       | Penalidades                              |  |
| Chorý Mosquera Šulc | 3 – 1 | Stevanović Guillemenot Severin Tsunemoto |  |

0–0 no placar agregado. Viktoria Plzeň venceu por 3–1 na disputa por pênaltis.
| 7 de março de 2024 | Molde                            | 2 – 1     | Brugge               | Aker Stadion, Molde                     |
| 18:45              | Stenevik 43' · Gulbrandsen 90+2' | Relatório | De Cuyper 85' (pen.) | Público: 9 267 Árbitro: SVK Filip Glova |

| 14 de março de 2024 | Brugge                        | 3 – 0     | Molde | Estádio Jan Breydel, Bruges |
| 21:00               | Olsen 45+1', 48' · Skóraś 70' | Relatório |       | Árbitro: ROM Radu Petrescu  |

Brugge venceu por 4–2 no placar agregado.
| 7 de março de 2024 | Ajax | 0 – 0     | Aston Villa | Johan Cruijff Arena, Amesterdão          |
| 18:45              |      | Relatório |             | Público: 52 197 Árbitro: ALB Enea Jorgji |

| 14 de março de 2024 | Aston Villa                                      | 4 – 0     | Ajax | Villa Park, Birmingham     |
| 21:00 (20:00 GMT)   | Watkins 25' · Bailey 60' · Dúran 75' · Diaby 81' | Relatório |      | Árbitro: ISR Orel Grinfeld |

Aston Villa venceu por 4–0 no placar agregado.
| 7 de março de 2024 | Maccabi Haifa                       | 3 – 4     | Fiorentina                                            | Arena Bozsik, Budapeste, Hungria           |
| 21:00              | Seck 12' · Kinda 29' · Khalaili 67' | Relatório | Nzola 2' · Beltrán 58' · Mandragora 73' · Barák 90+5' | Público: 1 589 Árbitro: LTU Donatas Rumšas |

| 14 de março de 2024 | Fiorentina | 1 – 1     | Maccabi Haifa | Estádio Artemio Franchi, Florença |
| 18:45               | Barák 59'  | Relatório | Khalaily 88'  | Árbitro: BIH Irfan Peljto         |

Fiorentina venceu por 5–4 no placar agregado.
| 7 de março de 2024 | Dínamo Zagreb     | 2 – 0     | PAOK | Estádio Maksimir, Zagreb                    |
| 21:00              | Petković 37', 71' | Relatório |      | Público: 18 562 Árbitro: AZE Aliyar Aghayev |

| 14 de março de 2024 | PAOK                                                                | 5 – 1     | Dínamo Zagreb | Estádio Toumba, Salonica |
| 18:45 (19:45 EET)   | Rahman 27' · Koulierakis 33', 72' · Thomas 42' · Živković 88' (pen) | Relatório | Hoxha 49'     | Árbitro: GER Harm Osmers |

PAOK venceu por 5–3 no placar agregado.
| 7 de março de 2024 | Union Saint-Gilloise | 0 – 3     | Fenerbahçe                                          | Constant Vanden Stock Stadium, Bruxelas    |
| 21:00              |                      | Relatório | Batshuayi 20' · Oosterwolde 84' · Tadić 90+4' (pen) | Público: 13 522 Árbitro: PRT João Pinheiro |

| 14 de março de 2024 | Fenerbahçe | 0 – 1     | Union Saint-Gilloise | Estádio Şükrü Saraçoğlu, Istambul |
| 18:45 (20:45 TRT)   |            | Relatório | Rasmussen 68'        | Árbitro: MNE Nikola Dabanović     |

Fenerbahçe venceu por 3–1 no placar agregado.

## Quartas de final
O sorteio das quartas de final foi realizado no dia 15 de março de 2024, às 13h CET. A partida de ida foi disputada em 11 de abril e a partida de volta em 18 de abril de 2024.
| Equipe 1       | Total       | Equipe 2   | 1.º jogo | 2.º jogo |
| -------------- | ----------- | ---------- | -------- | -------- |
| Brugge         | 3–0         | PAOK       | 1–0      | 2–0      |
| Olympiacos     | 3–3 (3–2 p) | Fenerbahçe | 3–2      | 0–1      |
| Aston Villa    | 3–3 (4–3 p) | Lille      | 2–1      | 1–2      |
| Viktoria Plzeň | 0–2 (pro)   | Fiorentina | 0–0      | 0–2      |

### Partidas
| 11 de abril de 2024 | Brugge      | 1 – 0     | PAOK | Estádio Jan Breydel, Bruges                 |
| 21:00               | Vetlesen 6' | Relatório |      | Público: 19 917 Árbitro: GER Daniel Siebert |

| 18 de abril de 2024 | PAOK | 0 – 2     | Brugge          | Estádio Toumba, Salonica                  |
| 21:00 (22:00 EEST)  |      | Relatório | Jutglà 33', 45' | Público: 24 738 Árbitro: ITA Davide Massa |

Brugge venceu por 3–0 no placar agregado.
| 11 de abril de 2024 | Olympiacos                                 | 3 – 2     | Fenerbahçe                    | Estádio Karaiskakis, Pireu                  |
| 18:45 (19:45 EEST)  | Fortounis 8' · Jovetić 32' · Chiquinho 57' | Relatório | Tadić 68' (pen) · Kahveci 74' | Público: 32 000 Árbitro: SUI Sandro Schärer |

| 18 de abril de 2024 | Fenerbahçe  | 1 – 0 (pro) | Olympiacos | Estádio Şükrü Saraçoğlu, Istambul           |
| 21:00 (23:00 TRT)   | Kahveci 11' | Relatório   |            | Público: 44 040 Árbitro: GER Tobias Stieler |

|                                     |       | Penalidades                              |  |
| Tadić Batshuayi Ünder Djiku Bonucci | 2 – 3 | El Kaabi El Arabi Horta Masouras Rodinei |  |

3–3 no placar agregado. Olympiacos venceu por 3–2 na disputa por pênaltis.
| 11 de abril de 2024 | Aston Villa              | 2 – 1     | Lille       | Villa Park, Birmingham                   |
| 21:00 (20:00 BST)   | Watkins 13' · McGinn 56' | Relatório | Diakité 84' | Público: 38 638 Árbitro: NOR Espen Eskås |

| 18 de abril de 2024 | Lille                  | 2 – 1 (pro) | Aston Villa | Stade Pierre-Mauroy, Lille                 |
| 18:45               | Yazıcı 15' · André 67' | Relatório   | Cash 87'    | Público: 47 093 Árbitro: SVK Ivan Kružliak |

|                                    |       | Penalidades                                |  |
| Bentaleb David Gomes Cabella André | 3 – 4 | Tielemans Watkins Cash Bailey Douglas Luiz |  |

3–3 no placar agregado. Aston Villa venceu por 4–3 na disputa por pênaltis.
| 11 de abril de 2024 | Viktoria Plzeň | 0 – 0     | Fiorentina | Arena Doosan, Plzeň                        |
| 18:45               |                | Relatório |            | Público: 11 470 Árbitro: ISR Orel Grinfeld |

| 18 de abril de 2024 | Fiorentina                  | 2 – 0 (pro) | Viktoria Plzeň | Estádio Artemio Franchi, Florença              |
| 18:45               | González 92' · Biraghi 108' | Relatório   |                | Público: 19,418 Árbitro: ESP Jesús Gil Manzano |

Fiorentina venceu por 2–0 no placar agregado.

## Semifinais
O sorteio das semifinais foi realizado no dia 15 de março de 2024, às 13h CET após o sorteio das quartas de final.  A partida de ida foi disputada em 2 de maio e a partida de volta em 8 e 9 de maio de 2024.
| Equipe 1    | Total | Equipe 2   | 1.º jogo | 2.º jogo |
| ----------- | ----- | ---------- | -------- | -------- |
| Aston Villa | 2–6   | Olympiacos | 2–4      | 0–2      |
| Fiorentina  | 4–3   | Brugge     | 3–2      | 1–1      |

### Partidas
| 2 de maio de 2024 | Fiorentina                            | 3 – 2     | Brugge                              | Estádio Artemio Franchi, Florença           |
| 21:00             | Sottil 5' · Belotti 37' · Nzola 90+1' | Relatório | Vanaken 17' (pen) · Igor Thiago 63' | Público: 27 516 Árbitro: ENG Michael Oliver |

| 8 de maio de 2024 | Brugge        | 1 – 1     | Fiorentina        | Estádio Jan Breydel, Bruges                   |
| 21:00             | De Cuyper 20' | Relatório | Beltrán 85' (pen) | Público: 26 936 Árbitro: TUR Halil Umut Meler |

Fiorentina venceu por 4–3 no placar agregado.
| 2 de maio de 2024 | Aston Villa               | 2 – 4     | Olympiacos                               | Villa Park, Birmingham                   |
| 21:00 (20:00 BST) | Watkins 45+1' · Diaby 52' | Relatório | El Kaabi 16', 29', 56' (pen) · Hezze 67' | Público: 41 220 Árbitro: ITA Marco Guida |

| 9 de maio de 2024 | Olympiacos        | 2 – 0     | Aston Villa | Estádio Karaiskákis, Pireu                |
| 21:00             | El Kaabi 10', 78' | Relatório |             | Público: 33 000 Árbitro: GER Felix Zwayer |

Olympiacos venceu por 6–2 no placar agregado.

## Final
A final foi disputada em 29 de maio de 2024, no Estádio Agia Sophia, em Atenas. O sorteio foi realizado no dia 15 de março de 2024, após os sorteios das quartas e semifinais, para determinar a equipe “da casa” para fins administrativos. 
| 29 de maio de 2024 | Olympiacos    | 1 – 0 (pro) | Fiorentina | Estádio Agia Sophia, Atenas                    |
| 20:00 (UTC+1)      | El Kaabi 116' | Relatório   |            | Público: 26 842 Árbitro: POR Artur Soares Dias |